# Agustí Cerdà
Agustí Cerdà i Argent (Canals, Valencia, 8 de diciembre de 1965) es un político español, diputado entre los años 2004 y 2008 por la circunscripción de Barcelona y presidente de Esquerra Republicana del País Valencià desde su fundación en septiembre de 2000 hasta 2016.

## Biografía
En su juventud fue miembro del secretariado permanente del sindicato pancatalanista Bloc d'Estudiants Agermanats (BEA, Bloque de Estudiantes Hermanados) de 1983 a 1988 y miembro fundador de la Assemblea d’Estudiants Nacionalistes (AEN, Asamblea de Estudiantes Nacionalistas). En 1985 ingresa en el Moviment de Defensa de la Terra y posteriormente ingresa en el Partit Socialista d'Alliberament Nacional (PSAN) en 1985 permaneciendo en él hasta 1993 y llegando a formar parte de su ejecutiva. Durante este período es uno de los fundadores de la organización independentista juvenil Maulets. 
En 1987 fue contratado por la Fundació Ausiàs March, entidad organizadora de los Premios Octubre, para ocuparse de la clasificación de 10 000 documentos que conforman el archivo actual de los Movimientos Sociales y Obreros, el más importante fondo documental sobre los movimientos sociales y políticos valencianos.
Es miembro de Acció Cultural del País Valencià (ACPV, Acción Cultural del País Valenciano) desde 1984, asociación de la que llegó a ser gerente entre 1992 y 1996 y de cuyo Boletín se hizo cargo como director en octubre de 1989. También ha sido coordinador del Casal Jaume I de Valencia. Es miembro de la Sociedad Catalana de Geografía, de Ca Revolta y de la Sociedad Coral de Valencia El Micalet.
En 1992 fue detenido por orden del juez de la Audiencia Nacional Carlos Bueren por presuntas vinculaciones con la banda terrorista Terra Lliure. Cerdà militaba y era miembro de la ejecutiva de Catalunya Lliure, partido político contrario a la disolución de la banda. Se encontraba en Canals (Valencia), su pueblo natal, cuando fue arrestado. Fue puesto en libertad sin cargos poco después por falta de acusaciones.
El 5 de mayo de 1995 fue uno de los encargados de la organización de una manifestación en Valencia en torno a la plataforma cívica Bloc de Progrés Jaume I. En 1997 inaugura el que sería el primero de los veinticinco Casals Jaume I, el de Alicante. En 1999 funda, junto con otras personalidades provenientes del Bloc de Progrés Jaume I, el Front pel País Valencià, organización que concurrirá a las Elecciones Generales de 2000 coaligada con Esquerra Republicana, lista en la cual fue el número uno por la circunscripción de Valencia. 
En julio de 2000 el Front pel País Valencià se integra en Esquerra Republicana. En septiembre del mismo año se crea Esquerra Republicana del País Valencià fruto de la unificación del Front con ERC. En aquel Congreso Fundacional, fue elegido presidente de ERPV y como tal es también miembro de las ejecutivas nacional y permanente del partido. También fue cabeza de lista por Valencia en las autonómicas de 2003. En las elecciones generales de 2004 concurrió en el quinto lugar de la candidatura de ERC en la circunscripción de Barcelona. Logró el acta de diputado tras la renuncia de Josep-Lluís Carod-Rovira debido el escándalo de las reuniones con miembros de ETA en Perpiñán.
En la Legislatura 2004-2008 fue presidente de la Comisión Mixta de Relaciones con el Defensor del Pueblo y portavoz en la Comisión de Justicia y en la Comisión de Interior.
En marzo de 2016 dejó de ser presidente de ERPV, siendo sustituido por Josep Barberà después del VII congreso de la formación.